# Sterling Heights
Sterling Heights è una città degli Stati Uniti d'America, nella Contea di Macomb nello Stato del Michigan. È un sobborgo di Detroit e la quarta città dello Stato.